# Juan Francisco Blanco
Juan Francisco Blanco González (Villar de la Yegua, 1956) es un escritor español e investigador de la tradición oral.

## Biografía
Licenciado en Filología Hispánica por la Universidad de Salamanca (1979). Dedicado a la escritura, la investigación y la divulgación de la tradición oral y a la gestión cultural.
Entre otros cargos, ha desempeñado los de director de la Fundación Salamanca Ciudad de Cultura (2003-2008) y del Instituto de las Identidades de la Diputación de Salamanca (2009-2022).
Ha desarrollado actividad docente como profesor colaborador de los Cursos Internacionales de la Universidad de Salamanca desde 1979. Ha impartido cursos y conferencias en la Universidad de Valladolid, en la Universidad de Cantabria, en la Universidad de Valencia y en la Universidad de Oviedo. También en la Universidad Veracruzana (México)
 y en el Colegio Nacional de Buenos Aires (Argentina).
Ha pronunciado conferencias relacionadas con el patrimonio inmaterial en instituciones y entidades públicas y privadas, museos, centros y asociaciones culturales de España. Ha participado en congresos y jornadas sobre el patrimonio etnográfico. En 2011 fue el encargado de pronunciar el pregón de la Semana Santa salmantina.
Ha colaborado y colabora con diarios y revistas: La Gaceta de Salamanca, El Adelanto, El Mundo, El Norte de Castilla y Salamanca RTV al día. También con emisoras de radio: Ser Castilla y León, Radio Salamanca, Onda Cero, Antena 3 y Radio 80. Y de televisión: Telecinco (informativos), La 2 (El escarabajo verde), Antena 3 (informativos), Cuatro (Cuarto milenio) y RTVCYL.es Canal 8 Salamanca.

## Obra
Es autor de más de un centenar de artículos en diarios y revistas (impresos y digitales) y de más de cincuenta publicaciones, entre las que se incluyen obras individuales y colectivas (revistas de estudios, volúmenes monográficos y catálogos) con estudios sobre el patrimonio inmaterial y la tradición oral. En esta temática ha comisariado diferentes proyectos expositivos. También ha escrito relatos y ha publicado sobre asunto filológico y literario. Ha dirigido volúmenes de recogida de datos etnográficos de campo y ha sido responsable de la edición de otros. Ha elaborado antologías de textos. Ha coordinado números monográficos de Salamanca Revista de Estudios y ha prologado y epilogado varios libros. Como fotógrafo es autor de varios miles de fotografías de asunto etnográfico, algunas de ellas publicadas; todo su archivo analógico está depositado en la Filmoteca de Castilla y León.
Entre sus publicaciones, cabe señalar:
Etnografía
- Salamanca. Patrimonio inmaterial (2021). ISBN 978-84-16419-39-5
- Álbum de tradiciones salmantinas. Memorial gráfico de un confinamiento (2021). ISBN 978-84-16419-34-0
- Anthropografías. Memoria gráfica de la provincia de Salamanca (2019). ISBN 978-84-16419-22-7
- Imaginarios. Materializando el imaginario tradicional (2018). ISBN 978-84-16419-16-6
- Taurografías. Tradición, identidad y toros (2017). ISBN 978-84-16419-12-8
- Mixticismos. Devociones populares e identidades salmantinas (2014). ISBN 978-84-87339-98-1
- Minuteros. "Foto Muñoz" y las identidades de La Raya (2013). ISBN 978-84-87339-92-9
- Paseos por los mundos sobrenaturales de Las Arribes salmantinas (2012)
- Recetario secreto de curanderías (2011). ISBN 987-84-938486-5-1
- Calvarios, pasiones y pascuas en la provincia de Salamanca (2010). ISBN 978-84-87339-78-3
- La muerte dormida. Cultura funeraria en la España tradicional (2005). ISBN 978-84-8448-348-7
- Vida que se hace cultura (1995).
- Brujería y otros oficios populares de la magia (1992). ISBN 978-84-86770-69-6
- La España Pintoresca del siglo XIX (1992). ISBN 978-84-87339-24-4
- Guía básica para la recuperación etnográfica (1986). ISBN 84-87339-55-7
- Usos y costumbres de nacimiento, matrimonio y muerte en Salamanca (1986.1ª edición). ISBN 978-84-505-3152-7
- Prácticas y creencias supersticiosas en la provincia de Salamanca (1985). ISBN 84-505-6925-7
- Medicina y veterinaria populares en la provincia de Salamanca

Creación literaria
- Breviario de rostros penetrables (2013)
- Todos los cuentos del desván (2008). ISBN 978-84-7797-297-6
- Fabio, el usurpador (2005)
- Cuentos del desván (1983)

Otros
- "Salamanca, verde y oro" en Patrimonio Natural. Ciudades patrimonio de la humanidad de España (2010). ISBN 978-84-89323-63-6
- El libro de los Baños de Ledesma (2009). ISBN 978-84-613-3082-9
- Juicios, visiones y pareceres de Diego de Torres Villarroel (2002)